# JCS 1067
JCS 1067 bezeichnet eine Direktive der US-amerikanischen Joint Chiefs of Staff zur Besatzungspolitik an die Combined Chiefs of Staff (CCS) in Deutschland. Sie wurde von diesen zunächst trotz mehrfacher Überarbeitungen abgelehnt. Schließlich wurde die sechste Fassung, JCS 1067/6, im April 1945 in Kraft gesetzt, jedoch nur für die US-Streitkräfte. Sie löste die Combined Directive For The Military Government in Germany Prior To Defeat Or Surrender, abgekürzt CCS 551, ab, die für die Zeit vor der deutschen Kapitulation galt. JCS 1067 legte die Grundlinien der US-amerikanischen Besatzungspolitik für die erste Zeit nach der Kapitulation Deutschlands fest. Ihre Bestimmungen blieben bis zum Inkrafttreten der Direktive JCS 1779/1 im Juli 1947 gültig.

## Inhalt

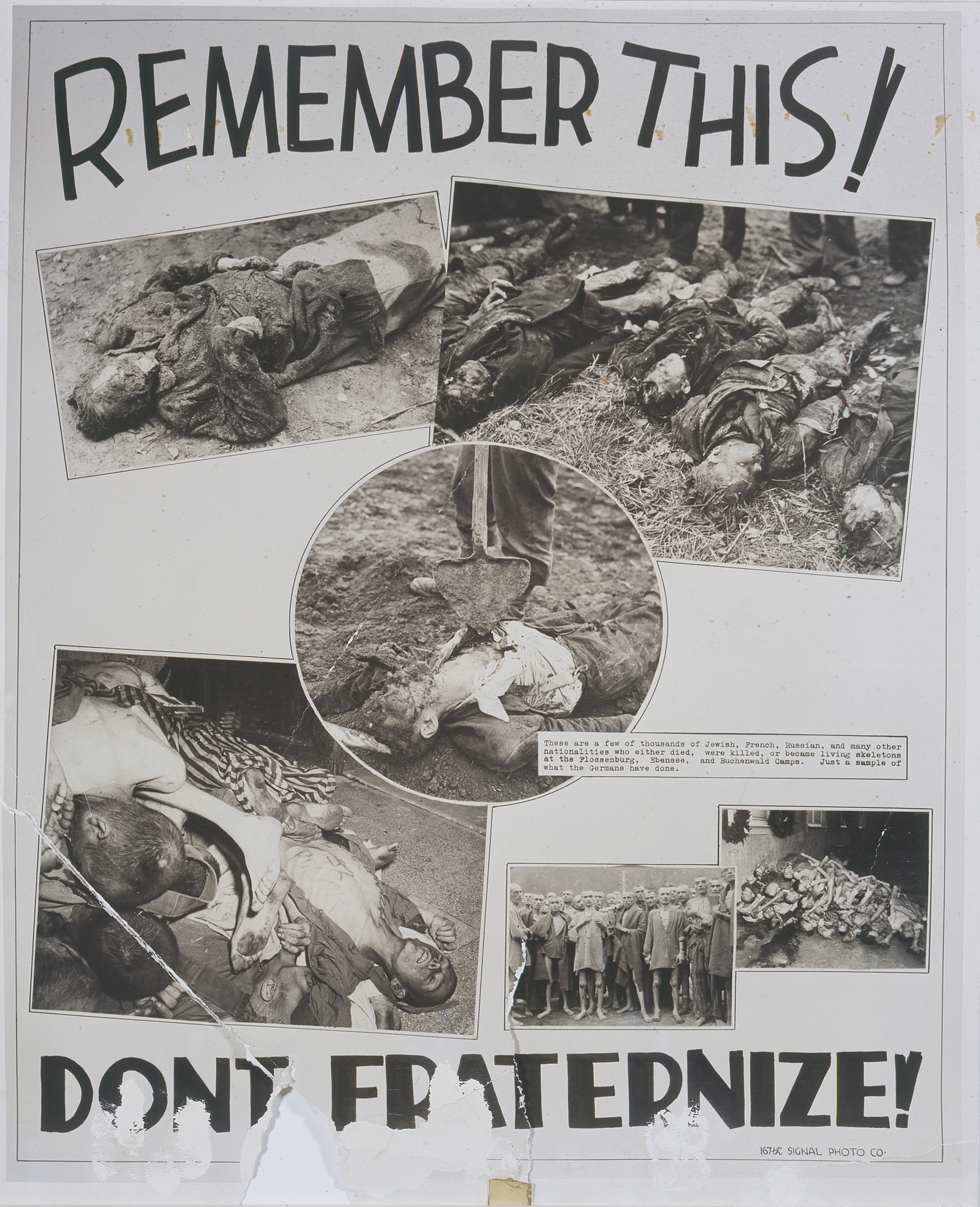
Fotocollage mit Bildern von KZ-Opfern: Erinnere Dich daran! Keine Fraternisierung! – eine Warnung vor der Verbrüderung mit dem Feind. Veröffentlicht in The Tacoma Sunday News Tribune (Washington, 3. Juni 1945)

Adressat der Direktive war der Commander-in-Chief der US-Streitkräfte als Militärgouverneur über die US-Besatzungszone, zunächst also Dwight D. Eisenhower, ab Oktober 1945 Joseph T. McNarney, ab März 1947 Lucius D. Clay.
Die Direktive nannte in 52 Paragraphen politische, wirtschaftliche und militärische Hintergründe, Ziele und Pflichten des Oberbefehlshabers der US-Truppen hinsichtlich seiner Verantwortung für die Verwaltung und die militärische Besetzung sowie als Mitglied des Alliierten Kontrollrats. Dabei formulierte sie klare Grenzen für sein Verhältnis zu den Deutschen:

„Deutschland wird nicht besetzt zum Zwecke seiner Befreiung, sondern als ein besiegter Feindstaat. Ihr Ziel ist nicht die Unterdrückung, sondern die Besetzung Deutschlands, um gewisse wichtige alliierte Absichten zu verwirklichen. Bei der Durchführung der Besetzung und Verwaltung müssen Sie gerecht, aber fest und unnahbar sein. Die Verbrüderung mit deutschen Beamten und der Bevölkerung werden Sie streng unterbinden.“

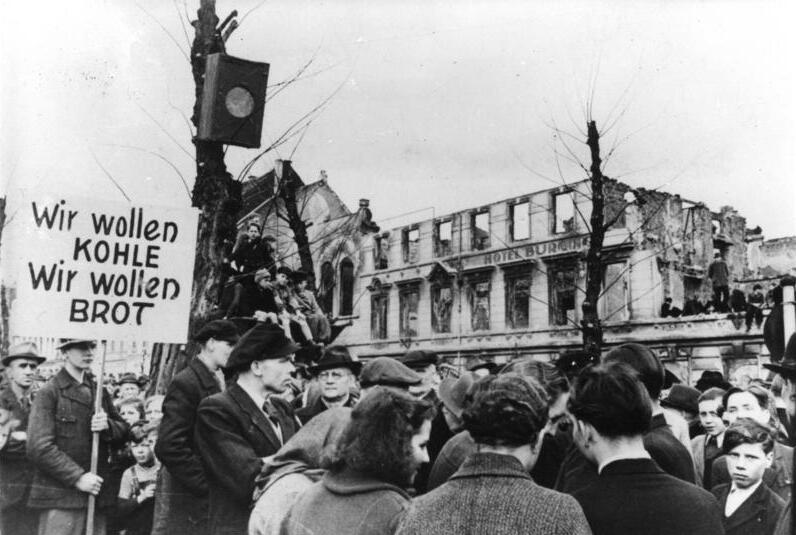
Hungerwinter 1947. Wegen der katastrophalen Ernährungslage legten am Montag, 31. März 1947, in Krefeld Tausende die Arbeit nieder und versammelten sich zu einer Protestkundgebung auf dem Karlsplatz

Auch für das wirtschaftliche Leben gab es strenge Vorschriften. Die Wirtschaft sollte dezentralisiert und mit Hilfe deutscher Behörden kontrolliert werden. Ein wirtschaftlicher Wiederaufstieg Deutschlands über das zur Versorgung der Besatzungstruppen und zum Leben der Bevölkerung unbedingt Notwendige hinaus war nicht erwünscht. Der Lebensstandard in der US-Zone durfte den der benachbarten Staaten nicht übersteigen. Amerikanische Zuschüsse zur Versorgung sollten soweit erfolgen, dass nicht Hunger, Ausbruch von Krankheiten und zivile Unruhen eine Gefahr für die Besatzungsmacht darstellen.
Die Direktive JCS 1067 ordnete an, dass die Militärgouverneure außer zugunsten übergeordneter Zwecke keine Schritte unternehmen durften, „die
(a) zum wirtschaftlichen Wiederaufbau Deutschlands führen könnten
oder
(b) geeignet sind, die deutsche Wirtschaft zu erhalten oder zu stärken.“
Lewis Williams Douglas sagte: „Dieses Ding wurde von wirtschaftspolitischen Idioten zusammengestellt. Es hat keinen Sinn, den am höchsten ausgebildeten Arbeitern in Europa zu verbieten, so viel, wie sie können, für einen Kontinent zu produzieren, der eine hoffnungslose Knappheit an allem hat.“
Tatsächlich wurde die Direktive sehr bald sowohl von General Eisenhower als auch von dessen Nachfolgern und ihren Dienststellen nur in abgeschwächter Form angewandt, weil sie den Eindruck gewannen, dass eine strenge Anwendung den Interessen der USA zuwiderlaufen würde. Am 6. September 1946 hielt der US-amerikanische Außenminister James F. Byrnes in Stuttgart die Rede der Hoffnung und kündigte darin einen grundlegenden Wechsel der Besatzungspolitik zugunsten der Bevölkerung an – notfalls auch ohne die sowjetische Seite. Die Direktive JCS 1779/1, die am 15. Juli 1947 die Direktive 1067/6 ablöste, enthielt die Vorgaben zu dieser neuen Besatzungspolitik.